# Битва під Сволдером
Битва під Сволдером (або Свольдом) — морська битва, що відбулась у вересні 1000 року неподалік від Сволдера у протоці Ересунн (за іншою версією — поблизу острова Рюген) між військами норвезького конунга Олафа Трюггвасона та об'єднаною дансько-шведсько-хладирською коаліцією. Битва була результатом політики з хрещення Норвегії Олафом і привела до розділу Норвегії та переходу її на деякий час під владу данського короля Свена Вилобородого.

## Передумови
До Сволдерської битви привели політичні, релігійні та династичні причини. У 971 році влада у Норвегії перейшла до ярла Гокона Сигурдссона, чий батько був убитий конунгом Гаральдом Ейріксоном. Для захоплення влади Гокон уклав союз із королем Данії Гаральдом Гормсоном Синьозубим, чим формально визнав верховну владу данського короля над норвезьким. І, хоч правління Гокона насправді було незалежним і самостійним, данські королі стали відтоді також претендувати на норвезьку корону. Гокон був язичницьким правителем, Гаральд Синьозубий вимагав від нього прийняти хрещення, однак той відмовився. У «Сазі про Олава сина Трюггві» Сноррі Стурлусона розповідається про похід «конунга Отти» (Оттона II) з загоном із франків, фризів, саксів, вендів проти Гаральда й Гокона. Відповідно до тексту саги Гокон погодився, зазнавши поразки, прийняти хрещення, однак незабаром після залишення Норвегії імперськими військами він відмовився від віри.
Політика Гокона Могутнього поступово почала викликати невдоволення населення. Гокон мав безліч коханок, причому деяких із них він відбирав у представників знаті, проводив з ними кілька тижнів, а потім повертав назад, що налаштовувало знать проти правителя. До того ж в Англії з'явився законний спадкоємець короля Гаральда Прекрасноволосого, Олаф Трюггвасон, який вирішив повернути престол. Йому вдалося схилити на свій бік більшу частину населення Норвегії, результатом чого став заколот 995 року, в ході якого Гокона було вбито. Олаф був проголошений королем Норвегії на загальному тингу в Нидаросі.
Політика Олафа була спрямована на посилення позицій християнства й подальше об'єднання земель. Хрещення проходило досить жорстко, воно супроводжувалось підпалами, убивствами, руйнуваннями язичницьких капищ. Частина фюльків (земель) вдалось хрестити більш менш мирно, у деяких Олаф пропонував на вибір хрещення чи поєдинок з ним, однак, оскільки Олаф, відповідно до саги вважався наймогутнішим воїном, ніхто не наважувався обрати другий варіант. Тим не менше, така політика мала багато супротивників, головними з яких були ярли Ладе (або Хладіра), Ейрік і Свейн, сини Хакона II Могутнього. Вони втікли до двору данського короля Свена, який залишався язичником й домігся влади в результаті боротьби зі своїм батьком, християнським королем Гаральдом Синьозубим. Свен обіцяв ярлам підтримку, а ті, у свою чергу, визнали його верховну владу. Також до цього союзу приєднався шведський король Олаф Шетконунг.

## Події, що передували битві
Різні джерела по різному тлумачать події, що безпосередньо передували битві. Основні джерела — «Сага про Олафа сина Трюггві» Сноррі Стурлусона й «Сага про Олафа Трюггвасона» ченця Одда, а також Адам Бременський і Historia Norwegie повідомляють, що певну роль у конфлікті відіграли родинні стосунки. Кілька років тому Олаф Трюггвасон домагався руки шведської королеви Сігрід Гордої, вдови короля Еріка Переможного, однак та відмовилась прийняти християнську віру. Спалахнула сварка, в ході якої Олаф вдарив Сігрід у обличчя. Сігрід спокійно промовила: «Це приведе тебе до смерті». Згодом Сігрід стала дружиною Свена Вилобородого, якого вмовила зібрати війська проти Олафа Трюггвасона, бажаючи помститись йому.

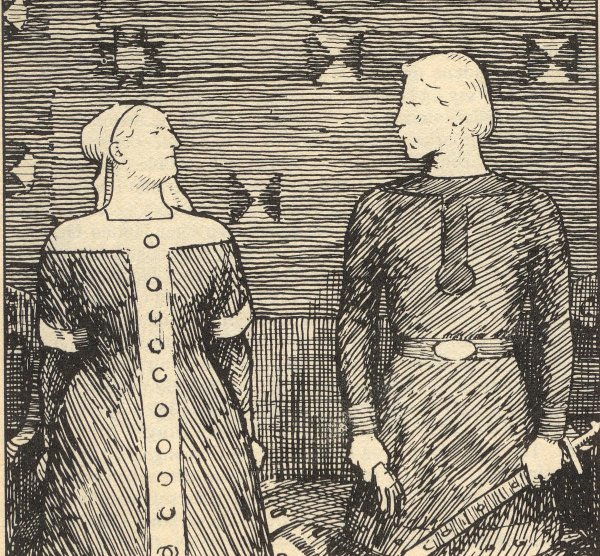
Олаф Трюггвасон пропонує шлюб Сігрід Гордій

У Норвегії Олаф уклав шлюб з Тірою, дочкою Харальда Синьозубого, таким чином ставши «братом» данському королю. Одд Снорсон стверджував, що Свен бажав видати сестру за короля Болеслава Польського, який обіцяв Тірі солідне придане. Однак Тіра, затамувавши образу на брата, стала дружиною Олафа Трюггвасона, який з великим флотом вирушив у землю вендів (ймовірно, Польщу), щоб забрати у Болеслава майно Тіри. Разом з Олафом на південь вирушив ярл Сігвальд Струт-Харальдссон, вождь йомсвікінгів, який до цього уклав зі Свеном Вилобородим таємний союз проти норвезького короля. Саме Сігвальд переконав Олафа, що йому немає чого боятись, що данський король не готує нападу. Олаф піддався на вмовляння й відправив до Норвегії більшу частину свого флоту, залишивши при собі тільки 11 кораблів. Повертаючись із флотом з Країни Вендів, Олаф був атакований значно більшим дансько-шведським флотом.

## Битва

### Суперечливі моменти
Різні джерела подають різні відомості про місце битви та кількість кораблів у союзників.
| Джерело            | Олаф Трюггвасон | Олав Шетконунг | Ейрік Хоконарсон | Свен Вилобородий | В цілому у союзників | Посилання |
| ------------------ | --------------- | -------------- | ---------------- | ---------------- | -------------------- | --------- |
| Одд Снорсон        | 11              | 60             | 19               | 60               | 139                  | [ 2 ]     |
| Ágrip              | 11              | 30             | 22               | 30               | 82                   | [ 3 ]     |
| Historia Norwegie  | 11              | 30             | 11               | 30               | 71                   | [ 4 ]     |
| Чернець Теодорікус | 11              | -              | -                | -                | 70                   | [ 5 ]     |
| Rekstefja          | 11              | 15             | 5                | 60               | 80                   | [ 6 ]     |

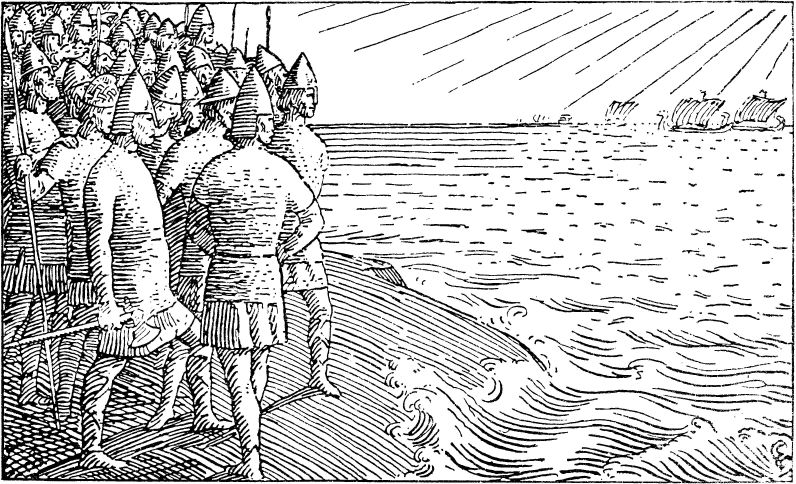
Союзники спостерігають за флотом Олафа Трюггвасона з берегів Сволдера

Також різниться інформація з приводу місця та обставин битви. Адам Бременський повідомляє, що битва сталась у протоці Ересунн, Historia Norwegie поміщає битву до берегів Зеландії, а чернець Теодорікус пише, що битва була «позаду острова, що називається Свельдер, який лежить неподалік від Славії». Данський часопис припускає, що битва відбулась у північногерманській бухті Шлей. Сучасні історики розділились — одні вважають, що битва відбулась біля острова Рюген, інші дотримуються оригінальної точки зору (Ересунн). У більшості джерел датою битви вважається 9 вересня 1000 року, Сага Одда допускає датування 10 чи 11 вересня, незначні джерела називають датою битви вересень 999 року.

### Початок битви
9 вересня Олаф почав рух зі своїми суднами до Норвегії. Він спокійно проходив повз дансько-шведський флот, що стояв поблизу Сволдера, переконаний Сігвальдом-ярлом в тому, що супротивники не нападуть. У цей час Ейрік Хаконарсон, Олаф Шетконунг і Свен Вилобородий, які зайняли зручну позицію, обговорювали атаку. Сам Олаф перебував на кораблі Великий Змій, що вважався найбільшим і легендарним, про який ярл Ейрік сказав: «Навіть якби у Олава конунга не було жодного корабля, окрім цього, то Свейн конунг ніколи б не захопив його з одним данським військом». Данський і шведський правителі, побачивши великі судна, стали приймати кожен з них за Великого Змія, однак усякий раз Ейрік казав, що вони помиляються. Багато воїнів почали звинувачувати Ейріка у зволіканні та в тому, що він не хоче помститись за свого батька. Нарешті Ейрік вирішив розпочати битву.
Олаф зрозумів, що назріває битва. Його дружина прохала пройти повз і не вступати у бій з такою великою армією, проте конунг сказав: «Я ніколи не тікав з битви. Нехай бог розпоряджається моїм життям, але я ніколи не буду тікати».
Носи кораблів були зв'язані, і норвежці з данцями та шведами вступили у боротьбу. Первинно успіх був на боці саме Олафа. У Сазі йдеться, що його воїни «очистили від людей» багато кораблів Свена й Олафа Шетконунга. Ситуація змінилась, коли до битви вступили воїни Ейріка Хоконарсона.

### Смерть Олафа Трюггвасона

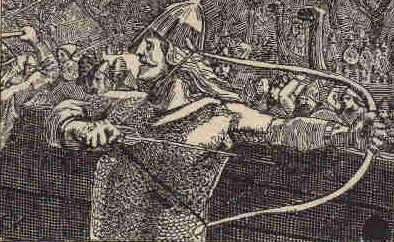
Ейнар Черевотряс перевіряє королівський лук

Ситуація ускладнювалась. Ярл Ейрік пришвартував свій корабель щільно до Великого Змія, спалахнув рукопашний бій. До цього моменту всі воїни, що лишились в живих, перейшли на один корабель — Великий Змій. Найзапекліша битва йшла на носі Змія. Ейрік кілька разів намагався прорватись крізь воїнів на кормі, але щоразу був змушений відступати. Поступово лави війська конунга рідшали, бійців ставало все менше, вони відступали на корму, звільнюючи борти корабля, якими на Змія проникали все більше воїнів Ейріка. Однак норвежці продовжували чинити опір. Врешті-решт на «Змії» лишились тільки Олаф і його окольничий Кольб'єрн, який був одягнутий так само як і конунг. Тоді вони стрибнули за борт. Однак Кольб'єрн опустив щит, щоб захиститись від списів, тому у воді щит опинився під ним, й він не потонув. Кольб'єрна підняли люди Ейріка, які подумали, що це Олаф. Коли ж побачили, що це не конунг, ярл Ейрік подарував Кольб'єрну життя. Сам Олаф підняв щит над собою, і, потонув.

## Наслідки

Розподіл Норвегії після битви поблизу Свольдера.
Територія під управлінням Еріка Хоконарсона (васала Свена Вилобородого)
Територія під управлінням Свейна Хоконарсона (васала Олафа Шетконунга)
Територія під безпосереднім управлінням Свена Вилобородого

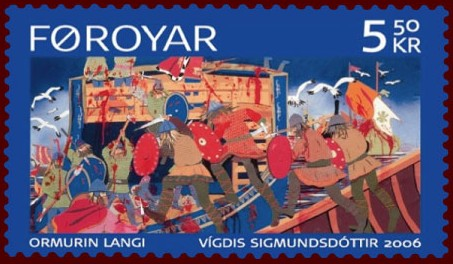
Поштова марка Фарерських островів, що зображує фрагмент зі Сволдерської битви

Норвегію було розділено між трьома правителями за їхньою попередньою згодою. Процес християнізації Скандинавії знову було відновлено, до влади знову прийшли ярли, що не належали до династії Скйольдунгів. Норвегія стала фактично частиною Данської держави. Ситуація змінилась тільки за 15 років, коли до влади у Норвегії прийшов троюрідний брат Олафа Трюггвасона, святий Олаф Гаральдссон, що завершив процес навернення людей у християнство і знову об'єднав країну.
Сволдерська битва увійшла до числа найвідоміших битв епохи вікінгів. Факт битви засвідчили багато літописців, а письменники й поети (наприклад, Сигурд Брейдфорд та Єнс Кристіан Дьюрхуус у XIX столітті) у своїх творах нерідко надихались цим сюжетом, заснованим на «Сазі про Олава сина Трюггві».